# تقویم شوروی

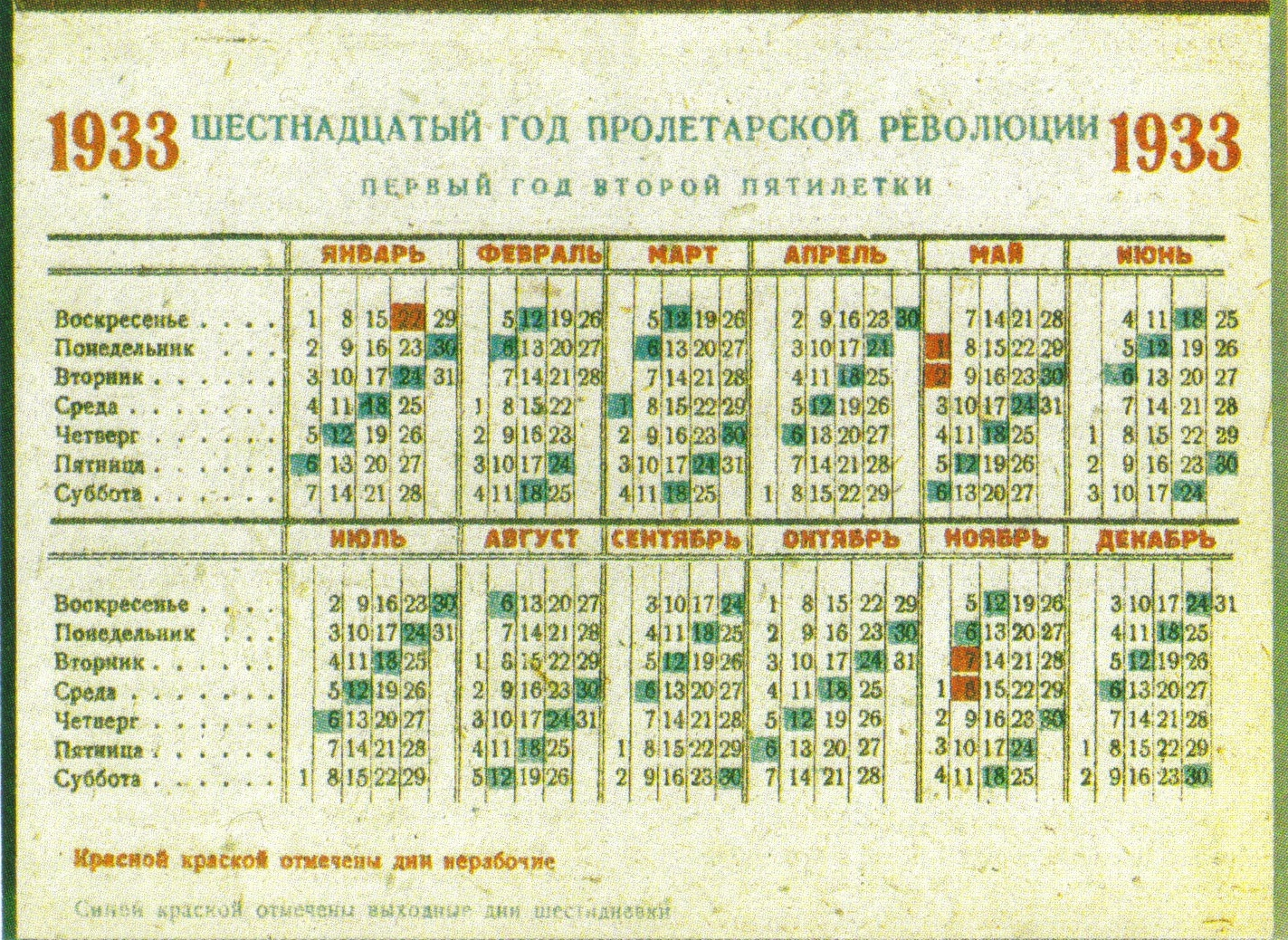
تقویم شوروی ۱۹۳۳
روزها به هفته‌های هفت روزه تقسیم شدند (همچنان یکشنبه اولین روز هفته است). روزهای استراحت با آبی و پنج تعطیلات رسمی با قرمز مشخص شدند.

تقویم شوروی (به روسی:советский революционный календарь)، تغییر یافته تقویم میلادی بود که بین سال‌های ۱۹۱۸ تا ۱۹۴۰ در روسیه شوروی استفاده می‌شد. چندین نوع تقویم در آن زمان مورد استفاده قرار گرفت.

تقویم میلادی، تحت عنوان «تقویم اروپای غربی» در فوریه ۱۹۱۸ در روسیه شوروی با حذف تاریخ‌های ژولیانی اجرا شد. بالغ‌بر ۹ تعطیلات ملی (روزهای استراحت با پرداخت پول) در دهه بعد اجرا شد، اما چهار مورد آن‌ها در ۲۴ سپتامبر ۱۹۲۹ حذف یا ادغام شدند و تنها پنج تعطیلات ملی باقی ماند: ۲۲ ژانویه، ۱-۲ مه، و ۷-۸ نوامبر، تا سال ۱۹۵۱ که ۲۲ ژانویه به یک روز عادی بازگشت.

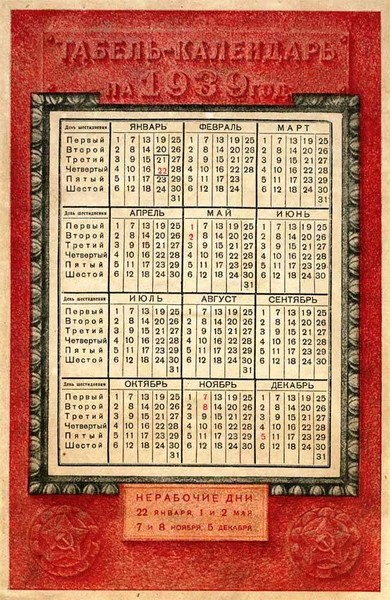
تقویم شوروی ۱۹۳۹
هر سال قابل استفاده است: هفته‌های کاری فقط شش روزه هستند. روزها از اول تا ششم مشخص شده‌اند. هر ۳۱ ام اضافه است. ماه فوریه کوتاه می‌باشد. ۶ تعطیلات قرمز در پایین لیست شده‌اند. ۵ دسامبر برای قانون اساسی استالین اضافه شد.

در طول تابستان ۱۹۲۹، هفته‌های کاری پنج روزه در کارخانه‌ها، ادارات دولتی و شرکت‌های تجاری مورد استفاده قرار گرفت، اما در مزارع جمعی اجرا نشد. یکی از پنج روز به طور اتفاقی به هر کارگر به‌عنوان روز استراحت اختصاص داده شد، بدون این‌که روزهای استراحت اعضای خانواده یا دوستان آن‌ها درنظر گرفته شود. تقویم شوروی و هفته پنج روزه تنها برای برنامه ریزی کار استفاده می‌شد و برای همه اهداف دیگر، هفته هفت روزه و تقویم میلادی استفاده می‌شد.

در طول تابستان سال ۱۹۳۱، هفته‌های کاری شش روزه برای اکثر کارگران درنظر گرفته شد و یک روز استراحت مشترک به همه کارگران اختصاص یافت. کم و بیش، هر ماه میلادی پنج هفته کار شش روزه داشت.

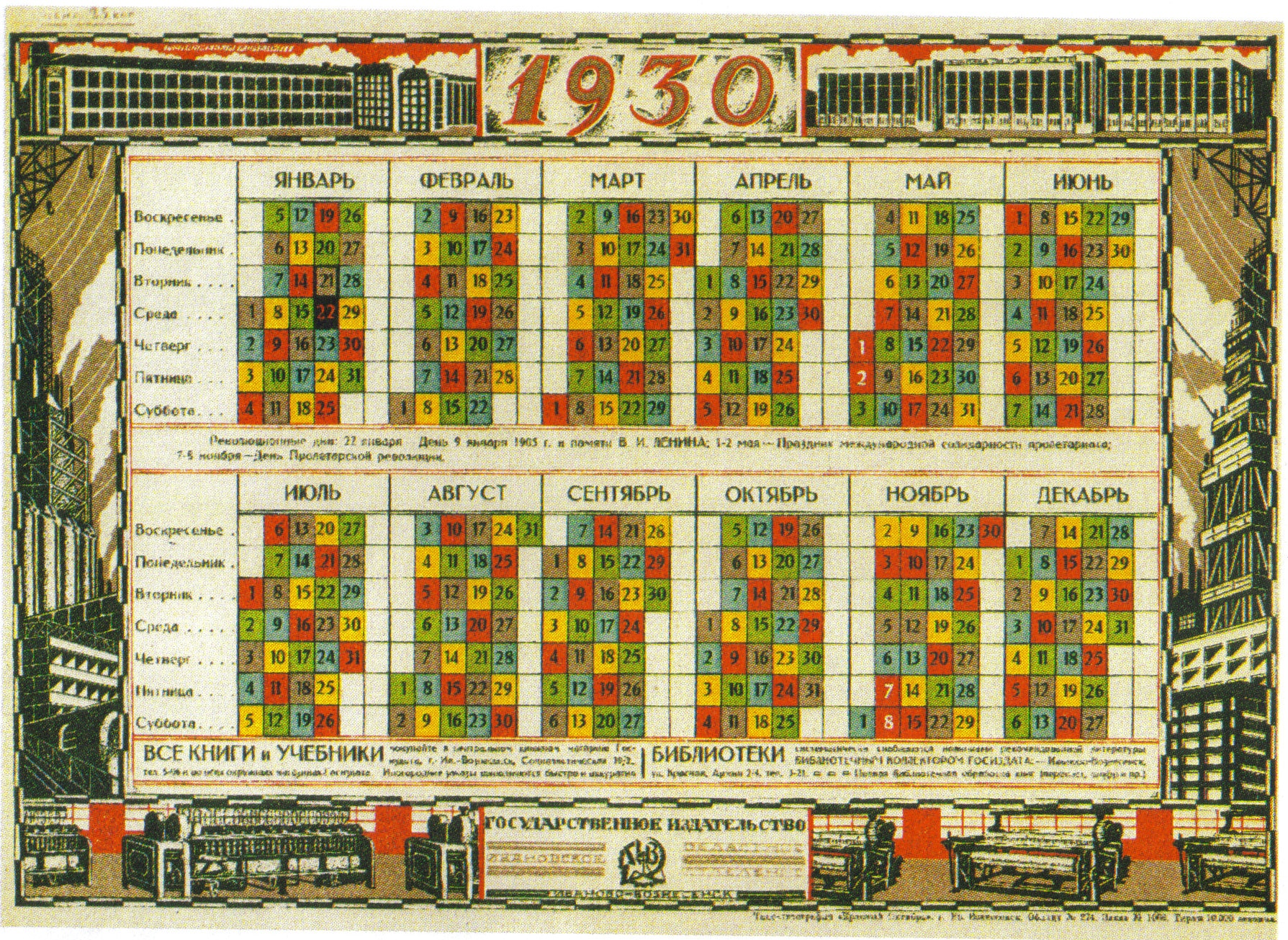
تقویم شوروی ۱۹۳۰
هفته کاری پنج روزه رنگی؛ روزها به هفته‌های هفت روزه تقسیم شدند. یکی از تعطیلات ملی با مربع سیاه و چهار تای دیگر با اعداد سفید درون مربع‌های رنگی مشخص شدند.

در ۲۷ ژوئن ۱۹۴۰ هفته‌های کاری پنج و شش روزه کنار گذاشته شدند و هفته‌های کاری هفت روزه جایگزین آن‌ها شد.